# 1 grudnia
1 grudnia jest 335. (w latach przestępnych 336.) dniem w kalendarzu gregoriańskim. Do końca roku pozostaje 30 dni.

## Święta
- Imieniny obchodzą: Aleksander, Ananiasz, Antoni, Blanka, Długomił, Edmund, Eligia, Eligiusz, Ewazjusz, Florencja, Godzisław, Gosław, Gosława, Jan, Natalia, Prokul, Projektus, Rudolf, Rudolfa, Rudolfina, Sobiesław i Sobiesława
- Czad – Festiwal Wolności i Demokracji
- Kazachstan – Dzień Pierwszego Prezydenta
- Międzynarodowe:
  - Światowy Dzień AIDS (ustanowione w 1988 roku przez Zgromadzenie Ogólne ONZ)[1]
  - Rozpoczyna się „Europejski Tydzień Autyzmu” (do 7 grudnia)[2]
- Polska – rozpoczynają się „Dni Walki z Gruźlicą i Chorobami Płuc” (do 10 grudnia; Światowy Dzień Gruźlicy obchodzony jest 24 marca)[2]
- Portugalia – Święto Odnowienia Niepodległości, Dzień Młodzieży
- Republika Środkowoafrykańska – Święto Republiki
- Rumunia – Rocznica Zjednoczenia Siedmiogrodu i Rumunii
- Wspomnienia i święta w Kościele katolickim[3][4] obchodzą:
  - św. Aleksander Briant (męczennik)
  - św. Blanka Kastylijska (królowa)
  - św. Edmund Campion i św. Robert Southwell (męczennicy)
  - św. Eligiusz z Noyon (biskup)
  - bł. Jan z Vercelli (zakonnik)
  - bł. Karol de Foucauld (prezbiter)
  - bł. Maria Klementyna Anuarita Nengapeta (męczennica)
  - bł. Maria Róża Pellesi (zakonnica, apostołka edukacji)
  - św. Natalia z Nikomedii (męczennica)
  - św. Projektus, diakon i męczennik
  - św. Rudolf Sherwin (męczennik)
  - św. Tudwal (†564)

## Wydarzenia w Polsce

Szachownica lotnicza polskiego lotnictwa według wzoru z lat 1918–1921

- 1338 – W kościele pod wezwaniem św. Jana w Warszawie sędziowie papiescy ogłosili pozew w sprawie zatargu między królem Polski Kazimierzem III a zakonem krzyżackim o ziemię chełmińską i dobrzyńską. W dokumencie umieszczono pierwszy oficjalny opis Warszawy.
- 1469 – Podczas Sejmu w Piotrkowie wielki mistrz krzyżacki Heinrich Reuss von Plauen złożył hołd lenny królowi Kazimierzowi IV.
- 1602 – Wojewoda krakowski Mikołaj Zebrzydowski wydał akt fundacyjny sanktuarium pasyjno-maryjnego w Kalwarii Zebrzydowskiej.
- 1637 – W archikatedrze we Lwowie książę Jeremi Wiśniowiecki poślubił Gryzeldę Zamoyską.
- 1774 – W Dukli odbyły się ślub i jedno z większych w Polsce wesel. Pobrali się Stanisław Szczęsny Potocki i Józefina Amalia Mniszchówna.
- 1810 – Stanisław Kostka Zarzecki został prezydentem Krakowa.
- 1815 – Car Rosji i król Polski Aleksander I Romanow mianował gen. Józefa Zajączka namiestnikiem Królestwa Polskiego oraz wydał ukaz wprowadzający nowy system monetarny, w którym 1 złoty polski był równy 30 groszom.
- 1819 – Aleksander I Romanow wydał dekret podnoszący status Administracji Leśnej Rządowej do rangi Królewskiego Korpusu Leśnego (KKL). W dekrecie tym wydzielono z administracji państwowej służbę leśną, zaistniała więc konieczność ustanowienia dla niej także oddzielnego munduru, który stał się pierwszym w dziejach Polski narodowym uniformem leśnym – w części kraju pozostającej w unii personalnej z Rosją.
- 1826 – Ukazało się pierwsze wydanie dziennika „Gazeta Polska“.
- 1830 – Został założony Klub Patriotyczny.
- 1846 – Kolej Warszawsko-Wiedeńska została doprowadzona do Częstochowy.
- 1857 – Została uruchomiona latarnia Morska Świnoujście.
- 1881 – Rozpoczęto wydobycie w późniejszej KWK „Centrum” w Bytomiu.
- 1893 – W Warszawie powstało pierwsze nieoficialne kółko esperanckie, do którego m.in. należeli Leo Belmont, Wilhelm Rubin i Józef Waśniewski.
- 1899 – W Krakowie ukazało się pierwsze wydanie miesięcznika kobiecego Przodownica.
- 1916 – Legiony Polskie wkroczyły do Warszawy.
- 1918 – Szachownica lotnicza stała się oznaką polskiego lotnictwa wojskowego.
- 1920 – Na Uniwersytecie Stefana Batorego w Wilnie założono Białoruski Związek Studentów.
- 1921 – Przedsiębiorstwo Radjopol jako pierwsze w kraju rozpoczęło produkcję lamp elektronowych.
- 1922 – Na swym pierwszym posiedzeniu zebrał się Sejm I kadencji, który na swego marszałka wybrał Macieja Rataja.
- 1929 – W nocy z 1 na 2 grudnia w Pieruszycach w Wielkopolsce 25-letni Czesław Konieczny zamordował siekierą swoją matkę, trzech braci i dwie siostry oraz zranił śmiertelnie kolejnego brata, który zmarł w szpitalu.
- 1939: 
  - Okupacyjne władze niemieckie w Warszawie wydały rozporządzenie o noszeniu przez wszystkich Żydów opasek z Gwiazdą Dawida.
  - Rozpoczął się marsz śmierci z Chełma do Hrubieszowa, w którego trakcie kawalerzyści SS zamordowali kilkuset Żydów.
- 1944 – Ukazało się pierwsze wydanie Polskiej Kroniki Filmowej.
- 1945 – Mieszkańcy Grójca zaatakowali miejskie więzienie w celu odbicia więźniów politycznych, co spotkało się z ostrą reakcją funkcjonariuszy MBP i wywołało rozgłos w kraju.
- 1946:
  - Piłkarze Polonii Warszawa wygrali 3:2 decydujący mecz z AKS Chorzów i zdobyli pierwsze po II wojnie światowej mistrzostwo Polski, znane również jako „mistrzostwo na gruzach” (Polonia została również pierwszym mistrzem Polski pochodzącym z Warszawy).
  - Powstała Szkoła Inżynierska w Szczecinie.
- 1949 – Powstała Politechnika Białostocka.
- 1950 – W trakcie budowy osiedla Muranów C odnaleziono drugą część Archiwum Ringelbluma, umieszczoną w dwóch metalowych bańkach na mleko.
- 1962 – Kościół pod wezwaniem Narodzenia Najświętszej Maryi Panny w Warszawie, w związku z budową trasy W-Z i poszerzaniem ulicy Leszno (w tym czasie al. gen. Karola Świerczewskiego), został w nocy z 30 listopada na 1 grudnia przesunięty o 21 metrów do tyłu.
- 1963 – W zakładach mechanicznych Ursus wyprodukowano 100-tysięczny ciągnik.
- 1964 – We Wrocławiu powstał pierwszy w kraju zakład informatyczny ZETO.
- 1968 – Paprykarz szczeciński otrzymał znak jakości „Q”.
- 1970 – Kazimierz Górski został selekcjonerem reprezentacji Polski w piłce nożnej.
- 1971 – Ukazało się pierwsze wydanie kieleckiego dziennika regionalnego Echo Dnia.
- 1977 – Otwarto Tor Poznań.
- 1980:
  - Premiera filmu Tango ptaka w reżyserii Andrzeja Jurgi.
  - Władze ZSRR przekazały gen. Tadeuszowi Hupałowskiemu i gen. Franciszkowi Puchale plany inwazji na Polskę pod pretekstem manewrów Układu Warszawskiego.
- 1982 – Władze PRL rozwiązały Związek Artystów Scen Polskich (ZASP).
- 1986 – Premiera filmu Tanie pieniądze w reżyserii Tomasza Lengrena.
- 1988 – Podpisano niezrealizowaną umowę na produkcję modelu Fiat Uno przez Fabrykę Samochodów Osobowych w Warszawie.
- 1989 – Premiera filmu Ostatni prom w reżyserii Waldemara Krzystka.
- 1993 – Zainaugurowała działalność Katolicka Agencja Informacyjna (KAI).
- 1995 – Władysław Bartoszewski został odznaczony Orderem Orła Białego przez prezydenta Lecha Wałęsę.
- 2008 – W Poznaniu rozpoczęła się Konferencja Narodów Zjednoczonych w sprawie Zmian Klimatu.

## Wydarzenia na świecie
- 800 – W celu zbadania zarzutów o cudzołóstwo i wiarołomstwo wobec papieża Leona III zwołano synod w Rzymie z udziałem króla Franków Karola Wielkiego.
- 1145 – Papież Eugeniusz III wezwał do rozpoczęcia II wyprawy krzyżowej.
- 1390 – Angelo Correr (późniejszy papież Grzegorz XII) został mianowany łacińskimi patriarchą Konstantynopola przez papieża Bonifacego IX.
- 1420 – Królowie Anglii i Francji Henryk V Lancaster i Karol VI Szalony wkroczyli uroczyście do opanowanego przez Burgundczyków Paryża, gdzie został potwierdzony traktat z Troyes, który miał zakończyć wojnę stuletnią.
- 1503 – Zmarł bez męskiego potomka książę Bawarii-Landshut Jerzy Bogaty, co doprowadziło do wybuchu wojny sukcesyjnej w księstwie.
- 1596 – Powstanie chłopskie w Górnej Austrii: powstańcy rozpoczęli nieudane oblężenie miasta Steyr.
- 1607 – Wykonano pierwszy wyrok śmierci w brytyjskich koloniach w Ameryce Północnej. Radny George Kendall z pierwszej stałej osady kolonistów angielskich Jamestown został rozstrzelany za szpiegostwo na rzecz Hiszpanii.
- 1640:
  - Fryderyk Wilhelm I został księciem Prus i elektorem brandenburskim.
  - W wyniku zwycięskiego antyhiszpańskiego powstania Portugalia uzyskała niepodległość. W miejsce Filipa III Habsburga na tron został wyniesiony Jan IV Szczęśliwy.
- 1656 – Potop szwedzki: w Wiedniu podpisano traktat pomiędzy Rzecząpospolitą a Habsburgami w sprawie pomocy militarnej w walce ze Szwedami.
- 1693 – Król Danii i Norwegii Chrystian V ustanowił najważniejsze duńskie odznaczenie – Order Słonia.
- 1764 – Oddano do użytku Pałac Królewski w Madrycie.
- 1783 – Jacques Alexandre Charles i Nicolas Robert odbyli drugi w historii wolny lot balonem i zarazem pierwszy przy użyciu balonu wypełnionego wodorem.
- 1800 – W Lipsku założono wydawnictwo muzyczne Edition Peters.
- 1804 – Napoleon Bonaparte poślubił Józefinę de Beauharnais.
- 1821 – Dominikana ogłosiła niepodległość (od Hiszpanii).
- 1822 – Piotr I został koronowany na cesarza Brazylii.
- 1825 – Mikołaj I Romanow został cesarzem Rosji.
- 1834 – Zniesiono niewolnictwo w brytyjskiej Kolonii Przylądkowej.
- 1835 – Hans Christian Andersen opublikował swój pierwszy zbiór baśni.
- 1855 – Oddział złożony głównie z tzw. Łotrów Pogranicza obległ miejscowość Lawrence w Kansas.
- 1856 – W Szwecji otwarto linię kolejową Malmö-Lund.
- 1872 – Założono Kościół Chrześcijańskokatolicki w Szwajcarii.
- 1875 – Francuski astronom Alphonse Borrelly odkrył planetoidę (157) Dejanira.
- 1885 – W Waco w Teksasie sprzedano pierwszą butelkę napoju bezalkoholowego Dr Pepper.
- 1887:
  - Arthur Conan Doyle opublikował nowelę Studium w szkarłacie, w której po raz pierwszy pojawiła się postać Sherlocka Holmesa.
  - Podpisano układ na mocy którego Chiny przekazały swoje prawa do „wieczystego posiadania i rządu w Makau” Portugalii. W zamian rząd Makau miał współpracować z Hongkongiem przy przemycaniu indyjskiego opium, a Chiny otrzymały możliwość zwiększenia swoich zysków poprzez nakładanie ceł. Portugalia zobowiązała się również nie wyzbywać się nigdy Makau bez uprzedniego porozumienia z Chinami.
- 1898 – Duńczyk Valdemar Poulsen otrzymał patent na pierwszy magnetofon.
- 1900:
  - W Berlinie po raz pierwszy wystąpił przed publicznością Artur Rubinstein.
  - Założono włoski klub piłkarski ACR Messina.
- 1903 – Premiera pierwszego w historii westernu Napad na ekspres w reżyserii Edwina Portera.
- 1904 – Rozpoczęto sprzedaż samochodu osobowego Rover 8 HP.
- 1905 – Uruchomiono komunikację tramwajową w stolicy Boliwii La Paz.
- 1913:
  - Ford Motor Company wprowadził pierwszą ruchomą linię montażową.
  - Otwarto metro w Buenos Aires.
  - Została zlikwidowana Republika Krety. Grecja formalnie przejęła kontrolę nad wyspą.
- 1914 – Założono włoskie przedsiębiorstwo motoryzacyjne Maserati.
- 1918:
  - Papież Benedykt XV ogłosił encyklikę Quod Iam Diu w sprawie przyszłej konferencji pokojowej.
  - Proklamowano Królestwo Islandii w unii personalnej z Danią.
  - Proklamowano powstanie zjednoczonej Rumunii, do której włączono Siedmiogród, Banat i Bukowinę
  - Utworzono Królestwo Serbów, Chorwatów i Słoweńców.
- 1920 – Álvaro Obregón został prezydentem Meksyku.
- 1922:
  - W kanadyjskiej prowincji Nowy Brunszwik wprowadzono ruch prawostronny.
  - Założono urugwajski klub piłkarski CA Cerro.
- 1923 – Runęła zapora wodna Gleno na rzece Dezzo we włoskiej prowincji Bergamo, w wyniku czego zginęło 350 osób.
- 1924:
  - Plutarco Elías Calles został prezydentem Meksyku.
  - W Estonii została utworzona administratura apostolska.
- 1925 – Podpisano układ w Locarno.
- 1927 – Wszedł do sprzedaży Ford Model A w cenie 395 dolarów.
- 1928:
  - Emilio Portes Gil został prezydentem Meksyku.
  - Hugo Celmiņš został po raz drugi premierem Łotwy.
- 1932 – Przyjęto flagę Wyspy Man.
- 1933 – Premiera niemieckiego filmu propagandowego Zwycięstwo wiary w reżyserii Leni Riefenstahl.
- 1934:
  - Lázaro Cárdenas del Río został prezydentem Meksyku.
  - Zginął w zamachu pierwszy sekretarz komitetu leningradzkiego i członek Biura Politycznego KC WKP(b) Siergiej Kirow.
- 1936 – Odsłonięto Łuk Triumfalny w Bukareszcie.
- 1938:
  - Rudolf Beran został premierem Czechosłowacji.
  - W Tokio założono wydawnictwo Kōdansha.
- 1939:
  - Utworzono Biuro Uzupełnień Waffen-SS.
  - Wojna zimowa: Risto Ryti został premierem Finlandii, zastępując Aimo Cajandera; powstał kolaboracyjny Rząd Ludowy Republiki Finlandii z Otto Kuusinenem na czele.
  - W Paryżu zainaugurował działalność Uniwersytet Polski za Granicą.
- 1940 – Manuel Ávila Camacho został prezydentem Meksyku.
- 1941:
  - Atak Niemiec na ZSRR: po załamaniu niemieckiego uderzenia na Rostów feldmarszałek Gerd von Rundstedt został zdymisjonowany przez Adolfa Hitlera ze stanowiska dowódcy Grupy Armii „Południe”, a jego następcą został feldmarszałek Walter von Reichenau. Tego dnia w walce przeciw agresji III Rzeszy na Związek Radziecki uczestniczyło 263 dywizje strzeleckie, 41 i 1/2 dywizji kawalerii i 51 brygad pancernych[5].
  - Dowódca Einsatzkommando 3 (EK 3) Karl Jäger sporządził raport, będący zestawieniem danych dotyczących przeprowadzonych do tego dnia przez jego oddział (Rollkommando Hamann) egzekucji na Litwie, uznawany za najbardziej dokładny dokument opisujący działalność tego typu jednostek na terenach zajętych przez wojska niemieckie podczas operacji „Barbarossa”.
  - W związku z krytyczną sytuacją na Pacyfiku prezydent Franklin Delano Roosevelt przerwał urlop w Warm Springs w stanie Georgia i powrócił do Waszyngtonu.
- 1942 – Premier RP na Uchodźstwie gen. Władysław Sikorski przybył z wizytą do USA.
- 1943 – Zakończyła się konferencja teherańska – spotkanie tzw. wielkiej trójki.
- 1944 – Wyzwalający Strasburg alianci odnaleźli w podziemiach Instytutu Anatomii Reichsuniversität Straßburg 86 poćwiartowanych, zatopionych w formalnie i okaleczonych w celu uniemożliwienia identyfikacji ciał ofiar badań anatomicznych doktora Augusta Hirta.
- 1946 – Miguel Alemán Valdés został prezydentem Meksyku.
- 1948:
  - Na plaży w Adelaide w Australii znaleziono ciało otrutego mężczyzny. Próby ustalenia jego tożsamości zakończyły się niepowodzeniem (sprawa Tamam Shud).
  - Założono Ludowy Bank Chin.
- 1952 – Adolfo Ruiz Cortines został prezydentem Meksyku.
- 1953 – Ukazało się pierwsze wydanie czasopisma „Playboy”.
- 1954 – W Lizbonie otwarto pierwszy Stadion Światła na którym mecze rozgrywała drużyna SL Benfica.
- 1955:
  - Odbyła się prezentacja szwedzkiego samochodu osobowego Saab 93.
  - W Montgomery w stanie Alabama czarnoskóra Rosa Parks została aresztowana za odmowę ustąpienia miejsca w autobusie białemu mężczyźnie.
- 1958:
  - Adolfo López Mateos został prezydentem Meksyku.
  - W pożarze katolickiej szkoły w Chicago zginęło 92 uczniów i 3 zakonnice.
  - W Teatrze Migjeni w Szkodrze odbyła się premiera pierwszej albańskiej opery Mrika z muzyką Prenka Jakovy i librettem Llazara Siliqiego.
- 1959:
  - Lecący z Filadelfii do Cleveland, należący do Allegheny Airlines samolot Martin 2-0-2 rozbił się podczas podchodzenia do międzylądowania w Williamsport w Pensylwanii, w wyniku czego zginęło 25 spośród 26 osób na pokładzie.
  - W Waszyngtonie podpisano Układ Antarktyczny.
- 1960 – Został aresztowany, obalony we wrześniu tego roku, były pierwszy premier Demokratycznej Republiki Konga Patrice Lumumba.
- 1963 – W Indiach utworzono stan Nagaland.
- 1964:
  - Gustavo Díaz Ordaz został prezydentem Meksyku.
  - Malawi, Malta i Zambia zostały przyjęte do ONZ.
- 1966 – W RFN utworzono rząd Kurta Georga Kiesingera (tzw. Wielkiej Koalicji CDU/CSU i SPD).
- 1967:
  - Oddano do użytku tunel San Bernardino w Szwajcarii.
  - Powstała międzynarodowa organizacja Wspólnota Wschodnioafrykańska.
  - Premiera francuskiej komedii filmowej Wielkie wakacje w reżyserii Jeana Girault.
  - W Wielkiej Brytanii ukazał się album Axis: Bold as Love zespołu The Jimi Hendrix Experience.
- 1968:
  - Rafael Caldera wygrał wybory prezydenckie w Wenezueli.
  - Wojna na wyczerpanie: izraelscy komandosi z jednostki Sajjeret Matkal przeprowadzili w nocy desant z helikopterów w okolicy Ammanu, wysadzając w powietrze 4 mosty.
- 1970:
  - Luis Echeverría został prezydentem Meksyku.
  - Władimir Wysocki poślubił Marinę Vlady.
  - Włoska Izba Deputowanych przyjęła ustawę legalizującą rozwody.
- 1971:
  - 57 osób zginęło w katastrofie samolotu An-24 pod Saratowem w ZSRR.
  - Wszedł do służby pierwszy francuski okręt podwodny z napędem jądrowym „Le Redoutable”.
- 1972 – Australijka Belinda Green zdobyła w Londynie tytuł Miss World 1972.
- 1974 – 92 osoby zginęły w katastrofie lecącego z Indianapolis do Waszyngtonu Boeinga 727 należącego do Trans World Airlines.
- 1975:
  - Prezydent USA Gerald Ford przybył z wizytą do Pekinu.
  - Tulsi Giri został po raz trzeci premierem Nepalu.
- 1976 – José López Portillo został prezydentem Meksyku.
- 1977:
  - Papież Paweł VI przyjął na audiencji Edwarda Gierka.
  - Wystartowała amerykańska, dziecięco-młodzieżowa stacja telewizyjna Nickelodeon (jako Pinwheel).
- 1981 – 180 osób zginęło w katastrofie samolotu MD-81 jugosłowiańskich linii Inex Adria Aviopromet na Korsyce.
- 1982:
  - Miguel de la Madrid został prezydentem Meksyku.
  - Socjalista Felipe González został premierem Hiszpanii.
- 1985 – Mieszkańcy Liechtensteinu wypowiedzieli się w referendum przeciwko równouprawnieniu kobiet.
- 1988 – Carlos Salinas de Gortari został prezydentem Meksyku.
- 1989 – Papież Jan Paweł II przyjął na audiencji Michaiła Gorbaczowa.
- 1990:
  - Brytyjscy i francuscy robotnicy połączyli prace tworząc tunel pod kanałem La Manche.
  - Został obalony prezydent Czadu Hissène Habré.
- 1991:
  - Nursułtan Nazarbajew wygrał wybory prezydenckie w Kazachstanie.
  - Ukraińcy opowiedzieli się w referendum za niepodległością. Jednoczesne wybory prezydenckie wygrał Łeonid Krawczuk.
- 1993 – Wystartowała niemiecka telewizja muzyczna VIVA.
- 1994 – Ernesto Zedillo Ponce de León został prezydentem Meksyku.
- 1996 – Petru Lucinschi zwyciężył w II turze wyborów prezydenckich w Mołdawii.
- 2000 – Vicente Fox został prezydentem Meksyku.
- 2001 – Odbył się ostatni lot samolotu amerykańskich linii lotniczych Trans World Airlines.
- 2002 – Założono ukraiński klub piłkarski Helios Charków.
- 2003 – Została przedstawiona tzw. Inicjatywa genewska – bliskowschodni plan pokojowy powstały na podstawie porozumienia kilkuset polityków i działaczy pokojowych z Izraela i Palestyny.
- 2004 – Białoruś: zatwierdzono herb miejski i flagę Zdzięcioła.
- 2005 – Krótko po starcie rozbił się helikopter z liderem hiszpańskiej opozycji i późniejszym premierem Mariano Rajoyem, który został lekko ranny.
- 2006:
  - Felipe Calderón został prezydentem Meksyku.
  - Został aresztowany czeski seryjny morderca Petr Zelenka.
- 2007 – Zhang Zilin jako pierwsza Chinka zdobyła tytuł Miss World.
- 2009 – W krajach Unii Europejskiej weszły w życie postanowienia Traktatu lizbońskiego.
- 2011:
  - Ałmazbek Atambajew został prezydentem Kirgistanu.
  - Uruchomiono metro w Ałmaty w Kazachstanie.
- 2012 – Enrique Peña Nieto został prezydentem Meksyku.
- 2014 – Donald Tusk objął funkcję przewodniczącego Rady Europejskiej.
- 2016:
  - Maha Vajiralongkorn, jedyny syn zmarłego w październiku Bhumibola Adulyadeja, został nowym królem Tajlandii, przyjmując imię Rama X.
  - W wyborach prezydenckich w Gambii zwyciężył Adama Barrow, pokonując m.in. rządzącego krajem od ponad 20 lat Yahyę Jammeha.
- 2018 – Andrés Manuel López Obrador został prezydentem Meksyku.

## Zdarzenia astronomiczne ieksploracja kosmosu
- 1960 – Rozpoczęła się misja kosmiczna statku Korabl-Sputnik 3 z dwoma psami na pokładzie.
- 2008 – Miało miejsce zakrycie Wenus przez Księżyc. Kolejne nastąpi 1 kwietnia 2044 roku.
- 2013 – Wystrzelono chińską sondę księżycową Chang’e 3.

## Urodzili się
- 1081 – Ludwik VI Gruby, król Francji (zm. 1137)
- 1083 – Anna Komnena, bizantyńska pisarka (zm. po 1148)
- 1244 – Bonifacy, hrabia Sabaudii (zm. 1263)
- 1438 – Piotr II, książę Burbonii i Owernii, współregent Francji (zm. 1503)
- 1521 – Shingen Takeda, japoński daimyō (zm. 1573)
- 1525 – Tadeáš Hájek, czeski lekarz, przyrodnik, astronom, matematyk, alchemik (zm. 1600)
- 1530 – Bernardyn Realino, włoski jezuita, święty (zm. 1616)
- 1533 – Basilius Amerbach (młodszy), szwajcarski prawnik (zm. 1591)
- 1535 – Filippo Spinola, włoski duchowny katolicki, biskup Bisignano, biskup Noli, kardynał (zm. 1593)
- 1561 – Zofia Jadwiga, księżna brunszwicka, księżna wołogoska (zm. 1631)
- 1572 – Vilém Slavata z Chlumu, czeski arystokrata (zm. 1652)
- 1580 – Nicolas-Claude Fabri de Peiresc, francuski astronom, botanik, numizmatyk (zm. 1637)
- 1620 – Friedrich von Jena, pruski prawnik, polityk, dyplomata (zm. 1682)
- 1623 – Chrystian Ludwik I, książę Meklemburgii-Schwerin (zm. 1692)
- 1634 – (data chrztu) Jan Erasmus Quellinus, flamandzki malarz, rysownik (zm. 1715)
- 1671 – John Keill, szkocki matematyk, astronom (zm. 1721)
- 1690 – Philip Yorke, brytyjski arystokrata, prawnik, polityk (zm. 1764)
- 1702 – Moritz Adolf Karl von Sachsen-Zeitz, saski duchowny katolicki, biskup hradecki i litomierzycki, kanonik katedralny w Kolonii (zm. 1759)
- 1709 – Franz Xaver Richter, morawski kompozytor (zm. 1789)
- 1710 – Michele Marieschi, włoski malarz (zm. 1743)
- 1713 – Manuel de Abad e Illanar, hiszpański duchowny katolicki, biskup Córdoby i Arequipy (zm. 1780)
- 1716 – Étienne Maurice Falconet, francuski rzeźbiarz (zm. 1791)
- 1717 – François-Armand-Auguste de Rohan-Soubise-Ventadour, francuski duchowny katolicki, biskup Strasburga, kardynał (zm. 1756)
- 1722 – Anna Louisa Karsch, niemiecka poetka okresu oświecenia (zm. 1791)
- 1727 – Frederik Christian Kaas, duński admirał, dyplomata (zm. 1804)
- 1729 – (data chrztu) Giuseppe Sarti, włoski kompozytor (zm. 1802)
- 1734 – Adam Kazimierz Czartoryski, polski książę, polityk, pisarz, marszałek Sejmu konwokacyjnego i Konfederacji Generalnej Królestwa Polskiego, komendant Szkoły Rycerskiej (zm. 1823)
- 1743 – Martin Heinrich Klaproth, niemiecki chemik, farmaceuta (zm. 1817)
- 1750 – Andrzej Wołłowicz, polski duchowny katolicki, biskup kujawsko-kaliski (zm. 1822)
- 1751:
  - Johan Henric Kellgren, szwedzki poeta, krytyk literacki (zm. 1795)
  - Charles-Philippe Ronsin, francuski generał, rewolucjonista (zm. 1794)
- 1760 – Klemens Bąkiewicz, polski duchowny katolicki, biskup sandomierski (zm. 1842)
- 1761 – Marie Tussaud, francuska artystka, założycielka londyńskiego Muzeum Figur Woskowych (zm. 1850)
- 1764 – Joseph Knauer, niemiecki duchowny katolicki, biskup wrocławski (zm. 1844)
- 1770 – Franciszek Ksawery Zachariasiewicz, polski duchowny katolicki, biskup tarnowski i przemyski pochodzenia ormiańskiego (zm. 1845)
- 1777 – Szymon (Kryłow-Płatonow), rosyjski duchowny prawosławny, biskup jarosławski i rostowski (zm. 1824)
- 1780 – Bernhard Rudolf Abeken, niemiecki filolog (zm. 1866)
- 1792 – Nikołaj Łobaczewski, rosyjski matematyk (zm. 1856)
- 1795 – Ksawery Bojanowski, polski ziemianin, uczestnik powstania listopadowego (zm. 1866)
- 1800:
  - Luise Rogée, niemiecka aktorka (zm. 1825)
  - Mihály Vörösmarty, węgierski poeta, prozaik, tłumacz (zm. 1855)
- 1801 – Lorenzo Barili, włoski kardynał, nuncjusz apostolski (zm. 1875)
- 1803:
  - (lub 1801) Jan Jakub Gay, polski architekt (zm. 1849)
  - Luis de la Lastra y Cuesta, hiszpański duchowny katolicki, arcybiskup Sewilli, kardynał (zm. 1876)
  - Franciszek Ksawery Wierzchleyski, polski duchowny katolicki, biskup przemyski, arcybiskup metropolita lwowski (zm. 1884)
- 1815 – Adolf Henryk Polko, śląski przedsiębiorca (zm. 1898)
- 1816 – Michał Popiel, polski ziemianin, polityk (zm. 1903)
- 1819 – Philipp Krementz, niemiecki duchowny katolicki, biskup warmiński, arcybiskup metropolita Kolonii, kardynał (zm. 1899)
- 1820:
  - Zofia Dietrichstein, polska hrabianka, filantropka (zm. 1892)
  - David Emmanuel Daniel Europaeus, fiński językoznawca, etnolog (zm. 1884)
- 1823:
  - Ernest Reyer, francuski kompozytor, krytyk muzyczny (zm. 1909)
  - Karl Schenk, szwajcarski polityk (zm. 1895)
- 1824 – Patricio Lynch, chilijski wiceadmirał (zm. 1886)
- 1829 – Bolesław Eulogiusz Potocki, polski hrabia, ziemianin, działacz społeczny i gospodarczy (zm. 1898)
- 1830 – Henryk Bąkowski, polski prawnik, urzędnik, zesłaniec (zm. 1903)
- 1831 – Tomasz Maria Fusco, włoski duchowny katolicki, błogosławiony (zm. 1891)
- 1835 – Zygmunt Chmieleński, polski porucznik, uczestnik powstania styczniowego (zm. 1863)
- 1836 – Eduard Herrmann, niemiecki duchowny katolicki, biskup pomocniczy warmiński (zm. 1916)
- 1840 – Marie Bracquemond, francuska malarka (zm. 1916)
- 1842:
  - Alice Dalsheimer, amerykańska poetka (zm. 1880)
  - Józef Kirszrot-Prawnicki, polski prawnik, ekonomista, działacz społeczny pochodzenia żydowskiego (zm. 1906)
- 1843 – Francis Fisher Browne, amerykański poeta, wydawca (zm. 1913)
- 1844 – Aleksandra Duńska, królowa Wielkiej Brytanii i cesarzowa Indii (zm. 1925)
- 1845 – Edward Richard Alston, szkocki przyrodnik, zoolog (zm. 1881)
- 1846 – Ledi Sayadaw, birmański mnich buddyjski (zm. 1923)
- 1848 – Franz Statz, niemiecki architekt (zm. 1930)
- 1852 – Edmund von Neusser, austriacki lekarz, pianista (zm. 1912)
- 1853 – Karl Kuk, austriacki generał, pisarz (zm. 1935)
- 1857 – Samuel M. Ralston, amerykański polityk, senator (zm. 1925)
- 1861 – Carl Legien, niemiecki związkowiec, polityk (zm. 1920)
- 1862 – Ludomir Janowski, polski malarz portrecista (zm. 1939)
- 1864 – Carsten Borchgrevink, norweski polarnik (zm. 1934)
- 1866 – Victor Margueritte, francuski prozaik, dramaturg (zm. 1942)
- 1867 – Ignacy Mościcki, polski chemik, wynalazca, polityk, prezydent Rzeczypospolitej (zm. 1946)
- 1869:
  - Eligiusz Niewiadomski, polski malarz, zamachowiec (zm. 1923)
  - Juan Padrós, hiszpański działacz piłkarski (zm. 1932)
- 1877 – Karol Wilhelm Seeliger, polski inżynier wojskowy (zm. 1904)
- 1879 – Morie Ogiwara, japoński rzeźbiarz (zm. 1910)
- 1882 – Franciszek Ścigała, polski duchowny katolicki, działacz społeczny i narodowy na Górnym Śląsku (zm. 1940)
- 1883 – Luigi Ganna, włoski kolarz szosowy (zm. 1957)
- 1884:
  - Armand Massard, francuski szpadzista (zm. 1971)
  - Karl Schmidt-Rottluff, niemiecki malarz, grafik, rzeźbiarz (zm. 1976)
- 1885:
  - Stanisław Fryze, polski inżynier elektryk (zm. 1964)
  - Eqrem Vlora, albański pisarz, działacz niepodległościowy, polityk (zm. 1964)
- 1886:
  - Karol Holeksa, polski polityk, poseł na Sejm RP (zm. 1968)
  - Rex Stout, amerykański pisarz (zm. 1975)
  - Zhu De, chiński dowódca wojskowy, marszałek, polityk, przewodniczący ChRL (zm. 1976)
- 1887 – Vito Maria Buscaino, włoski psychiatra (zm. 1978)
- 1889 – Henryk Sáiz Aparicio, hiszpański salezjanin, męczennik, błogosławiony (zm. 1936)
- 1890 – Mary Bailey, irlandzka arystokratka, pilotka (zm. 1960)
- 1892 – Walter Bathe, niemiecki pływak (zm. 1959)
- 1893:
  - Zofia Kozłowska-Budkowa, polska historyk (zm. 1986)
  - Ernst Toller, niemiecki pisarz (zm. 1939)
- 1894 – Julijan Hołowinskyj, ukraiński działacz niepodległościowy i nacjonalistyczny, wojskowy (zm. 1930)
- 1895:
  - Jenny Mucchi-Wiegmann, niemiecka rzeźbiarka (zm. 1969)
  - Henry Williamson, brytyjski pisarz (zm. 1977)
- 1896 – Gieorgij Żukow, radziecki dowódca wojskowy, marszałek ZSRR, polityk, minister obrony (zm. 1974)
- 1897:
  - Xaver Affentranger, szwajcarski kombinator norweski (zm. ?)
  - Franciszek Hynek, polski pilot balonowy (zm. 1958)
  - Zygmunt Waliszewski, polski malarz, rysownik (zm. 1936)
- 1898:
  - István Kniezsa, węgierski językoznawca, onomasta (zm. 1965)
  - Antoni Kolnarski, polski kapitan dyplomowany piechoty (zm. 1931)
- 1899 – Tommy Lucchese, amerykański mafioso pochodzenia włoskiego (zm. 1967)
- 1900:
  - Giovanni Giacone, włoski piłkarz, bramkarz (zm. 1964)
  - Lila Rotstadt, polska działaczka komunistyczna, publicystka, literatka pochodzenia żydowskiego (zm. 1937 lub 38)
- 1901:
  - William H. Daniels, amerykański operator filmowy (zm. 1970)
  - Josef Walter, szwajcarski gimnastyk (zm. 1973)
- 1902 – Olimpia Swianiewiczowa, polska nauczycielka, folklorystka (zm. 1974)
- 1903:
  - Michaił Cariow, rosyjski aktor (zm. 1987)
  - Wacław Janaszek, polski major saperów, żołnierz AK, uczestnik powstania warszawskiego (zm. 1944)
  - Jerzy Konorski, polski neurofizjolog (zm. 1973)
  - Nikołaj Wozniesienski, radziecki polityk (zm. 1950)
- 1904:
  - Sabina Szatkowska, polska tancerka, choreografka, pedagog (zm. 2007)
  - Andriej Ustienko, radziecki polityk (zm. 1998)
- 1905 – Clarence Zener, amerykański fizyk (zm. 1993)
- 1906:
  - Antoni Kochanek, polski major (zm. 1937)
  - Bolesław Żarczyński, polski major (zm. 1990)
- 1907:
  - Joe Aiuppa, amerykański mafioso pochodzenia włoskiego (zm. 1997)
  - Eligia Bąkowska, polska tłumaczka (zm. 1994)
  - Andrzej Buda, polski działacz komunistyczny, oficer aparatu bezpieczeństwa PRL (zm. 2005)
  - Alex Wilson, kanadyjski lekkoatleta, sprinter i średniodystansowiec (zm. 1994)
- 1908:
  - Ernesto de Martino, włoski etnolog, religioznawca, polityk (zm. 1965)
  - Stanisław Sergiusz Powołocki, rosyjski emigracyjny pisarz, publicysta, teatrolog (zm. 1994)
- 1909:
  - Franz Bardon, czeski okultysta, publicysta (zm. 1958)
  - Karel Burkert, czeski piłkarz, bramkarz (zm. 1991)
  - Hans-Heinrich Sievert, niemiecki lekkoatleta, wieloboista (zm. 1963)
- 1910:
  - Zdzisław Gozdawa, polski komediopisarz, poeta, autor tekstów piosenek, satyryk, kompozytor (zm. 1990)
  - Alicia Markova, brytyjska tancerka (zm. 2004)
  - Ďžems Raudziņš, łotewski koszykarz (zm. 1979)
  - Louis Slotin, kanadyjski fizyk, chemik pochodzenia żydowskiego (zm. 1946)
- 1911:
  - Walter Alston, amerykański baseballista (zm. 1984)
  - Franz Binder, austriacki piłkarz, trener (zm. 1989)
  - Czesław Browiński, polski działacz komunistyczny, prezydent Olsztyna (zm. 1972)
- 1912:
  - Alfred Fitch, amerykański lekkoatleta, sprinter (zm. 1981)
  - Tadeusz Penkala, polski krystalograf, mineralog (zm. 1983)
  - Minoru Yamasaki, amerykański architekt pochodzenia japońskiego (zm. 1986)
- 1913 – Mary Martin, amerykańska aktorka, piosenkarka (zm. 1990)
- 1914 – Stanisław Łapot, polski hutnik, polityk, poseł na Sejm PRL, wicepremier (zm. 1972)
- 1915 – Nikołaj Goriuszkin, radziecki major (zm. 1945)
- 1916:
  - Lech Kadłubowski, polski architekt (zm. 2004)
  - Marty Marion, amerykański baseballista (zm. 2011)
  - Wan Li, chiński polityk (zm. 2015)
- 1917:
  - Francis Clifford, brytyjski pisarz (zm. 1975)
  - Witold Uziębło, polski inżynier budownictwa (zm. 2007)
- 1918:
  - Olga Glinkówna, polska tancerka, choreografka (zm. 2020)
  - Jan Nalazek, polski działacz komunistyczny, żołnierz GL (zm. 1943)
  - Shunpei Uto, japoński pływak
- 1919:
  - Franciszek Grolewski, polski polityk, poseł na Sejm PRL (zm. 1988)
  - Rune Gustafsson, szwedzki lekkoatleta, średniodystansowiec (zm. 2011)
- 1920:
  - Siemion Furman, rosyjski szachista, trener (zm. 1978)
  - Peter Baptist Tadamarō Ishigami, japoński duchowny katolicki, biskup Naha (zm. 2014)
  - Lê Đức Anh, wietnamski generał, polityk komunistyczny, prezydent Wietnamu (zm. 2019)
  - Józef Muszyński, polski polityk, poseł na Sejm PRL (zm. 1989)
  - Pierre Poujade, francuski polityk (zm. 2003)
  - Jewgienija Żygulenko, radziecka pilotka wojskowa, reżyserka filmowa (zm. 1994)
- 1921:
  - Aad de Jong, holenderski piłkarz (zm. 2003) w
  - Stanisław Sołtys, polski porucznik, cichociemny (zm. 1944)
  - Andrzej Wydrzyński, polski pisarz (zm. 1992)
- 1922:
  - Wsiewołod Bobrow, rosyjski piłkarz, hokeista (zm. 1979)
  - Leon Janczak, polski polityk, poseł na Sejm PRL (zm. 2009)
  - Jürgen Peiffer, niemiecki neurolog, historyk medycyny (zm. 2006)
  - Ernest Sterckx, belgijski kolarz szosowy (zm. 1975)
- 1923:
  - Jan Adamczewski, polski dziennikarz, pisarz (zm. 1997)
  - Sante Graciotti, włoski duchowny katolicki, franciszkanin, polonista, slawista, literaturoznawca (zm. 2021)
  - Morris, belgijski rysownik (zm. 2001)
  - Ferenc Szusza, węgierski piłkarz, trener (zm. 2006)
  - Stansfield Turner, amerykański admirał, urzędnik państwowy (zm. 2018)
- 1924 – Tadeusz Sobieszczak, polski major rezerwy, kombatant AK (zm. 2018)
- 1925:
  - Filipp Bobkow, rosyjski dowódca wojskowy, generał armii, funkcjonariusz KGB (zm. 2019)
  - Władysław Piłatowski, polski polityk, działacz partyjny (zm. 2007)
  - Martin Rodbell, amerykański biochemik, laureat Nagrody Nobla (zm. 1998)
- 1926:
  - Irena Bołtuć, polska eseistka, krytyk teatralny, tłumaczka (zm. 2000)
  - Zbigniew Chmielewski, polski reżyser i scenarzysta filmowy (zm. 2009)
  - Tadeusz Drewnowski, polski dziennikarz, krytyk literacki, publicysta, żołnierz AK (zm. 2018)
  - Kitty Hart-Moxon, polsko-angielska pisarka pochodzenia żydowskiego
  - Urszula Łukomska, polska gimnastyczka (zm. 1986)
  - Keith Michell, australijski aktor (zm. 2015)
  - Mieczysław Rakowski, polski dziennikarz, polityk, działacz komunistyczny, premier PRL, ostatni I sekretarz KC PZPR (zm. 2008)
- 1927:
  - Micheline Bernardini, francuska tancerka wodewilowa
  - Abby Mann, amerykański dramaturg, scenarzysta i producent filmowy (zm. 2008)
  - Tadeusz Polak, polski historyk sztuki, konserwator zabytków (zm. 2001)
  - Zenon Szewczyk, polski nefrolog (zm. 2013)
- 1928:
  - Anna Heilman, żydowska uczestniczka ruchu oporu (zm. 2011)
  - Klaus Rainer Röhl, niemiecki historyk, dziennikarz, publicysta, polityk (zm. 2021)
  - Zbigniew Rudnicki, polski prawnik, polityk, poseł na Sejm kontraktowy, minister łączności (zm. 2000)
- 1929:
  - Wolfgang Anheisser, niemiecki śpiewak operowy (baryton) (zm. 1974)
  - David Doyle, amerykański aktor (zm. 1997)
  - Stefan Greguła, polski polityk, poseł na Sejm PRL (zm. 1999)
  - Alfred Moisiu, albański polityk, prezydent Albanii
- 1930:
  - Marie Bashir, australijska lekarka, działaczka społeczna, polityk pochodzenia libańskiego
  - Kenneth Box, brytyjski lekkoatleta, sprinter (zm. 2022)
  - Ch’oe T’ae Bok, północnokoreański chemik, polityk, przewodniczący Najwyższego Zgromadzenia Ludowego (zm. 2024)
  - Bill Kenville, amerykański koszykarz (zm. 2018)
  - Tadeusz Krupiński, polski antropolog (zm. 2007)
  - Matt Monro, brytyjski piosenkarz (zm. 1985)
- 1931:
  - Rafał Anioła, polski piłkarz (zm. 2001)
  - Andrzej Bogusławski, polski językoznawca, filozof języka
  - Michał Anioł Bogusławski, polski dokumentalista, reżyser, scenarzysta, wykładowca akademicki (zm. 2016)
  - Rajko Kuzmanović, serbski prawnik, filozof, polityk
  - George Maxwell Richards, trynidadzki polityk, prezydent Trynidadu i Tobago (zm. 2018)
- 1932:
  - Stéphane Bruey, francuski piłkarz pochodzenia polskiego (zm. 2005)
  - Lee Edwards, amerykański historyk, pisarz, publicysta (zm. 2024)
  - Jean-Jacques Guyon, francuski jeździec sportowy (zm. 2017)
  - Vojislav Jakić, serbski malarz, poeta (zm. 2003)
  - Milunka Lazarević, serbska szachistka (zm. 2018)
  - Antun Šoljan, chorwacki pisarz, krytyk literacki, tłumacz (zm. 1993)
  - Józef Użycki, polski generał broni, polityk, poseł na Sejm PRL
- 1933:
  - Pietro Brollo, włoski duchowny katolicki, arcybiskup metropolita Udine (zm. 2019)
  - Władimir Miełanjin, rosyjski biathlonista (zm. 1994)
  - Lou Rawls, amerykański aktor, piosenkarz (zm. 2006)
  - Jerzy Wilk, polski polityk, poseł na Sejm PRL (zm. 2010)
- 1934:
  - Edward Franciszek Cimek, polski pedagog, działacz społeczny, poeta (zm. 2015)
  - Józef Kolesiński, polski śpiewak operowy (tenor)
  - Billy Paul, amerykański wokalista soulowo-jazzowy (zm. 2016)
- 1935:
  - Wiktor Briuchanow, rosyjski inżynier, działacz polityczny, dyrektor elektrowni jądrowej w Czarnobylu (zm. 2021)
  - Walter Demel, niemiecki biegacz narciarski (zm. 2023)
  - João Miranda Teixeira, portugalski duchowny katolicki, biskup pomocniczy Porto
  - Etienne Nguyễn Như Thể, wietnamski duchowny katolicki, arcybiskup Huế (zm. 2024)
  - Heinz Riesenhuber, niemiecki chemik, polityk
- 1936:
  - Lize Marke, belgijska piosenkarka
  - Igor Rodionow, rosyjski generał, polityk, minister obrony (zm. 2014)
- 1937:
  - Mario Ludovico Bergara, urugwajski piłkarz (zm. 2001)
  - Saeeduzzaman Siddiqui, pakistański prawnik
  - Vaira Vīķe-Freiberga, łotewska polityk, prezydent Łotwy
- 1938:
  - Richard Dürr, szwajcarski piłkarz (zm. 2014)
  - Saeeduzzaman Siddiqui, pakistański prawnik, polityk (zm. 2017)
- 1939:
  - Fernando Antônio Figueiredo, brazylijski duchowny katolicki, biskup Santo Amaro
  - Mieczysław Kucapski, polski polityk, poseł na Sejm PRL
  - Władimir Płatonow, białoruski matematyk, polityk
  - Walter Simon, amerykański koszykarz (zm. 1997)
  - Jens Ulbricht, niemiecki lekkoatleta, sprinter
  - Nikos Wakalis, grecki wydawca, działacz oświatowy, polityk (zm. 2017)
- 1940:
  - Terry Erwin, amerykański ekolog, entomolog (zm. 2020)
  - Waldemar Gawron, polski lekkoatleta, skoczek w dal, działacz sportowy
  - Mário da Graça Machungo, mozambicki ekonomista, polityk, premier Mozambiku (zm. 2020)
  - Jerry Lawson, amerykański inżynier elektronik (zm. 2011)
  - Ferenc Makk, węgierski historyk, bizantynolog, filolog klasyczny
  - Richard Pryor, amerykański aktor, komik (zm. 2005)
  - Nora Schimming-Chase, namibijska nauczycielka, polityk, dyplomata (zm. 2018)
  - Jan Śrutwa, polski duchowny katolicki, biskup zamojsko-lubaczowski, historyk
  - Albert Van Damme, belgijski kolarz przełajowy i szosowy
  - Emilian Wiszka, polski historyk, wykładowca akademicki (zm. 2014)
- 1941:
  - Imre Alker, węgierski zapaśnik
  - Federico Faggin, amerykański fizyk, inżynier elektronik pochodzenia włoskiego
  - Álvaro Laborinho Lúcio, portugalski prawnik, wykładowca akademicki, polityk
  - Luftar Pajo, albański aktor
- 1942:
  - John Crowley, amerykański pisarz
  - András Pályi, węgierski pisarz, tłumacz, dziennikarz
- 1943:
  - Ortrun Enderlein, niemiecka saneczkarka
  - Finn E. Kydland, norweski ekonomista, laureat Nagrody Banku Szwecji im. Alfreda Nobla w dziedzinie ekonomii
  - Matthias U Shwe, birmański duchowny katolicki, arcybiskup Taunggyi (zm. 2021)
- 1944:
  - Pierre Arditi, francuski aktor
  - Tahar Ben Jelloun, marokański pisarz
  - Eric Bloom, amerykański gitarzysta, klawiszowiec, wokalista, lider zespołu Blue Öyster Cult
  - John Densmore, amerykański perkusista, członek zespołu The Doors
  - Daniel Pennac, francuski pisarz
- 1945:
  - Zbigniew Dychto, polski samorządowiec, prezydent Pabianic
  - Bette Midler, amerykańska piosenkarka, kompozytorka, aktorka
  - Kristaq Mitro, albański reżyser i scenarzysta filmowy (zm. 2023)
- 1946:
  - Jacques Botherel, francuski kolarz szosowy
  - Gilbert O’Sullivan, irlandzki piosenkarz, kompozytor, autor tekstów
  - Ladislav Petráš, słowacki piłkarz
  - Teodoro Enrique Pino Miranda, meksykański duchowny katolicki, biskup Huajuapan de León (zm. 2020)
  - Michael Yeung Ming-cheung, chiński duchowny katolicki, biskup Hongkongu (zm. 2019)
  - Josef Žemlička, czeski historyk, mediewista
- 1947:
  - Alain Bashung, francuski piosenkarz, aktor (zm. 2009)
  - Jean-Pierre Bazin, francuski polityk
  - Adel Zaky, egipski duchowny katolicki, franciszkanin, wikariusz apostolski Aleksandrii (zm. 2019)
- 1948:
  - George Foster, amerykański baseballista
  - Mohammad Reza Nawaji, irański zapaśnik (zm. 2020)
  - Jacek Petrycki, polski operator, reżyser i scenarzysta filmowy
  - Luciano Re Cecconi, włoski piłkarz (zm. 1977)
  - Nicholas Thomas Wright, brytyjski duchowny i teolog anglikański, historyk
- 1949:
  - Quesnel Alphonse, haitański duchowny katolicki, biskup Fort-Liberté
  - Pablo Escobar, kolumbijski baron narkotykowy (zm. 1993)
  - Sebastián Piñera, chilijski ekonomista, przedsiębiorca, polityk, prezydent Chile (zm. 2024)
- 1950:
  - Jerzy Goleniewski, polski basista, członek zespołu Breakout (zm. 1989)
  - Janusz Lemański, polski polityk, poseł na Sejm RP
  - Ueli Maurer, szwajcarski polityk, prezydent Szwajcarii
  - Otto Pérez Molina, gwatemalski generał, polityk, prezydent Gwatemali
  - Filipos Petsalnikos, grecki prawnik, polityk (zm. 2020)
- 1951:
  - Aleksandyr Aleksandrow, bułgarski pilot wojskowy, inżynier, kosmonauta
  - Sijka Barbułowa, bułgarska wioślarka
  - Vincenzo Di Mauro, włoski duchowny katolicki, arcybiskup Vigevano
  - Wołodymyr Jaszczuk, ukraiński historyk, poeta
  - Jaco Pastorius, amerykański basista jazzowy (zm. 1987)
  - Janusz Skalski, polski kardiochirurg dziecięcy, wykładowca akademicki
  - Treat Williams, amerykański aktor (zm. 2023)
- 1952:
  - Mohammad Reza Rahczamani, irański lekarz, polityk (zm. 2020)
  - Rick Scott, amerykański przedsiębiorca, polityk, senator
  - Amund Sjøbrend, norweski łyżwiarz szybki
- 1953:
  - Antoine de Caunes, francuski aktor, reżyser, scenarzysta teatralny, filmowy i telewizyjny
  - Henryk Kmiecik, polski przedsiębiorca, polityk, poseł na Sejm RP (zm. 2023)
  - Zbigniew Kotyłło, polski malarz, rzeźbiarz, grafik, medalier
- 1954:
  - Tedj Bensaoula, algierski piłkarz
  - Karl-Heinz Körbel, niemiecki piłkarz, trener
  - Andrzej Korski, polski inżynier, polityk, wojewoda lubuski
  - François Van der Elst, belgijski piłkarz (zm. 2017)
- 1955:
  - Verónica Forqué, hiszpańska aktorka (zm. 2021)
  - Olivier Rouyer, francuski piłkarz
  - Dariusz Skowroński, polski menedżer, urzędnik państwowy, wiceminister infrastruktury (zm. 2022)
  - Anna Zawadzka-Gołosz, polska kompozytorka, pedagog
- 1956:
  - Julee Cruise, amerykańska piosenkarka, aktorka (zm. 2022)
  - Andrzej Dziuba, polski samorządowiec, prezydent Tychów
  - Vytautas Grubliauskas, litewski muzyk, samorządowiec, polityk, burmistrz Kłajpedy
  - Jerzy Ziętek, polski polityk, poseł na Sejm RP
- 1957:
  - Jarosław Bauc, polski ekonomista, polityk, minister finansów
  - Chris Poland, amerykański muzyk, kompozytor
  - Vesta Williams, amerykańska piosenkarka (zm. 2011)
- 1958:
  - Javier Aguirre, meksykański piłkarz, trener
  - Kwesi Ahoomey-Zunu, togijski polityk, premier Togo
  - Candace Bushnell, amerykańska pisarka
  - Alberto Cova, włoski lekkoatleta, długodystansowiec
  - Mieczysław Kmieciak, polski żużlowiec
  - Gary Peters, amerykański polityk, senator
- 1959:
  - Vital Corbellini, brazylijski duchowny katolicki, biskup Maraby
  - Damian (Dawydow), ukraiński biskup prawosławny
  - Marian Sołtysiewicz, polski socjolog, polityk, poseł na Sejm RP
  - Janusz Stawarz, polski piłkarz, trener
  - Pascal Terry, francuski motocyklista rajdowy (zm. 2009)
- 1960:
  - Carol Alt, amerykańska aktorka, modelka
  - Janusz Barański, polski etnolog, antropolog kulturowy, wykładowca akademicki
  - Waldemar Celary, polski entomolog, wykładowca akademicki
  - Andrea Ehrig-Mitscherlich, niemiecka łyżwiarka szybka
  - Norberto Oberburger, włoski sztangista
  - Ari Valvee, fiński piłkarz
- 1961:
  - Paweł Jaros, polski prawnik, polityk, poseł na Sejm RP, rzecznik praw dziecka
  - Christine Kangaloo, trynidadzko-tobagijska polityk, prezydent
  - Armin Meiwes, niemiecki morderca, kanibal
  - Jeremy Northam, brytyjski aktor
- 1962:
  - Mohamed Amer Al-Malky, omański lekkoatleta, sprinter
  - Cao Yanhua, chińska tenisistka stołowa
  - Sylvie Daigle, kanadyjska łyżwiarka szybka, specjalistka short tracku
  - Awtandil Kapanadze, gruziński piłkarz
  - Tariel Kapanadze, gruziński piłkarz
  - Pamela McGee, amerykańska koszykarka, trenerka
- 1963:
  - Marek Czakon, polski piłkarz (zm. 2024)
  - Nathalie Lambert, kanadyjska łyżwiarka szybka, specjalistka short tracku
  - Jochen Pietzsch, niemiecki saneczkarz
  - Włodzimierz Siedlik, polski dyrygent (zm. 2025)
  - Wojciech Szczurek, polski samorządowiec, prezydent Gdyni
  - Wasilij Żdanow, rosyjski kolarz szosowy
- 1964:
  - Rasoul Amani, nowozelandzki zapaśnik
  - Abdesslam Benabdellah, algierski piłkarz, bramkarz
  - Salvatore Schillaci, włoski piłkarz (zm. 2024)
  - Jo Walton, walijska poetka, pisarka fantasy i science fiction
- 1965:
  - Jacqueline Alex, niemiecka pływaczka
  - Bob Cicherillo, amerykański kulturysta
  - Zbigniew Dolata, polski nauczyciel, polityk, poseł na Sejm RP
  - Louise Robinson, brytyjska kolarka przełajowa i górska
  - Astrid Schop, holenderska kolarka szosowa i torowa
- 1966:
  - Andrew Adamson, nowozelandzki aktor, reżyser i producent filmowy
  - Édouard Baer, francuski aktor, producent, scenarzysta i reżyser filmowy
  - Dariusz Polowy, polski przedsiębiorca, samorządowiec, prezydent Raciborza
  - Larry Walker, amerykański baseballista
- 1967:
  - Gabriel Barceló Milta, balearski polityk
  - Nestor Carbonell, amerykański aktor
  - Ewa Drzyzga, polska dziennikarka i prezenterka telewizyjna
  - Terry Virts, amerykański pilot wojskowy, astronauta
- 1968:
  - Stephan Beckenbauer, niemiecki piłkarz (zm. 2015)
  - Anders Holmertz, szwedzki pływak
  - Tichon (Łobkowski), rosyjski biskup prawosławny
  - Antonio Peñalver, hiszpański lekkoatleta, wieloboista
  - Annegret Strauch, niemiecka wioślarka
  - Jan Thoresen, norweski curler
- 1969:
  - Richard Carrier, amerykański historyk, działacz ateistyczny, autor, mówca, bloger
  - Choi Chol-su, północnokoreański bokser
  - Mateo Garralda, hiszpański piłkarz ręczny
  - Piotr Krawczyk, polski generał brygady pilot
  - Siarhiej Rumas, białoruski polityk, premier Białorusi
  - Cornelius Schumacher, niemiecki programista komputerowy
  - Bimbo Tjihero, namibijski piłkarz
  - Paea Wolfgramm, tongijski bokser
- 1970:
  - Jouko Ahola, fiński trójboista siłowy, strongman, kulturysta, aktor
  - Mickaël Debève, francuski piłkarz, trener
  - Lembit Rajala, estoński piłkarz
  - Sarah Silverman, amerykańska aktorka, satyryczka, pisarka pochodzenia żydowskiego
- 1971:
  - Jason Chan, australijski aktor pochodzenia chińsko-malajskiego
  - Adela Garcia, dominikańska zawodniczka fitness, kulturystka
  - Tomasz Hrynacz, polski poeta
  - Emily Mortimer, brytyjska aktorka
  - Christian Pescatori, włoski kierowca wyścigowy
  - Andrei Stroenco, mołdawski piłkarz
  - Magdalena Trzebiatowska, polska malarka
  - Greg Upchurch, amerykański perkusista, członek zespołu 3 Doors Down
- 1972:
  - Stanton Barrett, amerykański kierowca wyścigowy, kaskader
  - Swietłana Bażanowa, rosyjska łyżwiarka szybka
  - Luis García Plaza, hiszpański piłkarz, trener
  - Li Qing, chińska skoczkini do wody
  - Tonczo Tonczew, bułgarski bokser
  - Norbert Wójtowicz, polski historyk, teolog, publicysta
- 1973:
  - Bartosz Adamczyk, polski aktor
  - Rafael Akakpo, togijski piłkarz
  - Andrzej Bittel, polski prawnik, urzędnik państwowy
- 1974:
  - Jeremy Bates, amerykański bokser
  - Roberto Chiacig, włoski koszykarz pochodzenia słoweńskiego
  - Costinha, portugalski piłkarz
  - Simon Donnelly, szkocki piłkarz
  - Tomasz Robaczyński, polski prawnik, urzędnik państwowy
- 1975:
  - Mario Domínguez, meksykański kierowca wyścigowy
  - Isaiah Ikey Owens, amerykański keyboardzista, członek zespołu The Mars Volta (zm. 2014)
  - Felipa Palacios, kolumbijska lekkoatletka, sprinterka
- 1976:
  - Jekatierina Abdullina, ukraińska śpiewaczka operowa (sopran koloraturowy)
  - Tomasz Adamek, polski bokser
  - Agnete Kjølsrud, norweska wokalistka
  - Mobi Oparaku, nigeryjski piłkarz
  - Matthew Shepard, amerykański student (zm. 1998)
  - Ajdyn Smagułow, kazachski i kirgiski zapaśnik
- 1977:
  - Murphy Akanji, nigeryjski piłkarz, bramkarz
  - Brad Delson, amerykański gitarzysta, członek zespołu Linkin Park
  - Joseph-Désiré Job, kameruński piłkarz
  - Jasir Sakr, egipski zapaśnik
  - Antonio Scaduto, włoski kajakarz
  - Akiva Schaffer, amerykański aktor, komik, reżyser filmowy, autor tekstów piosenek
  - Monika Veselovski, serbska koszykarka
- 1978:
  - Bryan Bouffier, francuski kierowca rajdowy
  - Mat Kearney, amerykański piosenkarz, muzyk, kompozytor, autor tekstów
  - Li Weifeng, chiński piłkarz
  - Ximena Rubio, meksykańska aktorka
  - Trygve Slagsvold Vedum, norweski polityk
- 1979:
  - Ousmane Bangoura, gwinejski piłkarz
  - Stephanie Brown Trafton, amerykańska lekkoatletka, dyskobolka
  - Marian Csorich, polski hokeista
  - John Galliquio, peruwiański piłkarz
  - Norbert Madaras, węgierski piłkarz wodny
  - Ryan Malone, amerykański hokeista
  - Shinji Murai, japoński piłkarz
- 1980:
  - Ahmed Abdel-Ghani, egipski piłkarz
  - Kerry Baptiste, trynidadzko-tobagijski piłkarz
  - Seb Dance, brytyjski polityk, eurodeputowany
  - Rolf Hermann, niemiecki piłkarz ręczny
  - Kim Yun-mi, południowokoreańska łyżwiarka szybka, specjalistka short tracku
  - Tomáš Kmeť, słowacki siatkarz
  - Ján Laco, słowacki hokeista, bramkarz
  - Nikola Manojlović, serbski piłkarz ręczny
  - Roger Peterson, holenderski piosenkarz, autor tekstów
  - Mubarak Hassan Shami, katarski lekkoatleta, maratończyk pochodzenia kenijskiego
- 1981:
  - Ahmed Abdel-Ghani, egipski piłkarz
  - Nikola Manojlović, serbski piłkarz ręczny
- 1982:
  - Chasan Barojew, rosyjski zapaśnik
  - Diego Cavalieri, brazylijski piłkarz, bramkarz
  - Lloyd Doyley, jamajski piłkarz
  - Mbaye Leye, senegalski piłkarz
  - Alfredo Pacheco, salwadorski piłkarz (zm. 2015)
  - Julija Skokowa, rosyjska łyżwiarka szybka
- 1983:
  - Katarina Barun-Šušnjar, chorwacka siatkarka
  - Hilde Drexler, austriacka judoczka
  - Alka Tomar, indyjska zapaśniczka
- 1984:
  - Charles Michael Davis, amerykański aktor, model
  - Mark Hollis, amerykański lekkoatleta, tyczkarz
  - Albert Milambo-Mutamba, kongijski piłkarz
  - Alex Rhodes, australijska kolarka szosowa i torowa
- 1985:
  - Andretti Bain, bahamski lekkoatleta, sprinter
  - Eriko Ishino, japońska łyżwiarka szybka
  - Nathalie Moellhausen, włoska szpadzistka
  - Janelle Monáe, amerykańska piosenkarka, tancerka, autorka tekstów
  - Alicja Rosolska, polska tenisistka
  - Emiliano Viviano, włoski piłkarz, bramkarz
- 1986:
  - DeSean Jackson, amerykański futbolista
  - Bogumiła Pyziołek, polska siatkarka
  - Tonimir Sokol, chorwacki zapaśnik
- 1987:
  - Giedrius Arlauskis, litewski piłkarz, bramkarz
  - Simon Dawkins, jamajski piłkarz
  - Vance Joy, australijski piosenkarz, autor piosenek
  - Giulia Leonardi, włoska siatkarka
  - Samal Saeed, iracki piłkarz
  - Samer Saeed, iracki piłkarz
  - Hendrik Tuerlinckx, belgijski siatkarz
- 1988:
  - Jelena Blagojević, serbska siatkarka
  - Papy Djilobodji, senegalski piłkarz
  - Tyler Joseph, amerykański wokalista, członek zespołu Twenty One Pilots
  - Mihály Korhut, węgierski piłkarz
  - Zoë Kravitz, amerykańska aktorka, piosenkarka, modelka
  - Michał Piękoś, polski dziennikarz, publicysta
  - Manuel Štrlek, chorwacki piłkarz ręczny
- 1989:
  - Barry Bannan, szkocki piłkarz
  - Guy Gnabouyou, francuski piłkarz pochodzenia iworyjskiego
  - Manaraii Porlier, tahitański piłkarz
  - Neal Skupski, brytyjski tenisista pochodzenia macedońskiego
  - Dmitrij Stocki, rosyjski piłkarz
- 1990:
  - Barbara Skowronek, polska koszykarka
  - Katherine Copeland, brytyjska wioślarka
  - Liam Highfield, angielski snookerzysta
  - Chanel Iman, amerykańska modelka
  - Tomáš Tatar, słowacki hokeista
  - Aida Tumutowa, rosyjska modelka
- 1991:
  - Rakeem Christmas, amerykański koszykarz
  - Bryce Douvier, austriacki koszykarz
  - Hilda Melander, szwedzka tenisistka
  - Sun Yang, chiński pływak
  - Kristina Thomsen, duńska pływaczka
  - Paula Wrońska, polska strzelczyni sportowa
- 1992:
  - Masahudu Alhassan, ghański piłkarz
  - Javier Báez, portorykański baseballista
  - Quentin Bigot, francuski lekkoatleta, młociarz
  - Sara Carrara, włoska siatkarka
  - Marco van Ginkel, holenderski piłkarz
  - Maciej Januszewski, polski karateka
  - Gary Payton II, amerykański koszykarz
  - Viviana Ramos, meksykańska aktorka
- 1993:
  - Salman Əlizadə, azerski bokser
  - Adama Mbengue, senegalski piłkarz
  - Roddreka Rogers, amerykańska koszykarka
- 1994:
  - Valendi Odelus, haitański piłkarz, bramkarz
  - Federico Ricca, urugwajski piłkarz
- 1995:
  - Alison, brazylijski piłkarz
  - Eva Boto, słoweńska piosenkarka
  - Oskar Dziedzic, polski tancerz, trener
  - Kristijan Lovrić, chorwacki piłkarz
  - James Wilson, angielski piłkarz
- 1996 – Zoë Straub, austriacka piosenkarka, autorka tekstów, aktorka
- 1997:
  - Ismaël Bennacer, algierski piłkarz pochodzenia marokańskiego
  - Mohcine El Kouraji, marokański kolarz szosowy
  - De’Andre Hunter, amerykański koszykarz
  - Andreas Lyager, duński żużłowiec
  - Paweł Mandrysz, polski piłkarz
  - Alex Molčan, słowacki tenisista
  - Sada Williams, barbadoska lekkoatletka, sprinterka
- 1998:
  - Ishmael Baidoo, ghański piłkarz
  - Supachai Jaided, tajski piłkarz
  - Beatha Nishimwe, rwandyjska lekkoatletka, biegaczka średniodystansowa
- 1999:
  - Nico Schlotterbeck, niemiecki piłkarz
  - Sofja Żuk, rosyjska tenisistka
- 2000 – Sophia Flörsch, niemiecka kierowca wyścigowa
- 2001:
  - Aiko, japońska księżniczka
  - Carole Monnet, francuska tenisistka
  - Alice Robinson, nowozelandzka narciarka alpejska
- 2002:
  - Manuel Armoa, argentyński siatkarz pochodzenia kubańskiego
  - Cătălin Cîrjan, rumuński piłkarz
  - Ihor Krasnopir, ukraiński piłkarz
- 2003 – Julián Martínez, honduraski piłkarz
- 2006 – Alan Rybak, polski piłkarz

## Zmarli
- 1018 – Thietmar z Merseburga, niemiecki duchowny katolicki, biskup Merseburga, kronikarz (ur. 975)
- 1135 – Henryk I Beauclerc, król Anglii, książę Normandii (ur. ok. 1068)
- 1158 – Hugo, francuski duchowny katolicki, cysters, kardynał biskup Ostii (ur. ?)
- 1241 – Izabela Plantagenet, cesarzowa niemiecka, królowa Sycylii (ur. 1214)
- 1374 – Magnus Eriksson, król Szwecji i Norwegii (ur. 1316)
- 1433 – Go-Komatsu, cesarz Japonii (ur. 1377)
- 1455 – Lorenzo Ghiberti, włoski rzeźbiarz, złotnik (ur. ok. 1378)
- 1483 – Karolina Sabaudzka, delfina i królowa Francji (ur. 1441?)
- 1503 – Jerzy Bogaty, książę Bawarii-Landshut (ur. 1455)
- 1521 – Leon X, papież (ur. 1475)
- 1530 – Małgorzata Habsburg, księżna Sabaudii, namiestniczka Niderlandów (ur. 1480)
- 1559 – Girolamo Recanati Capodiferro, włoski duchowny katolicki, biskup Saint-Jean-de-Maurienne, kardynał, nuncjusz apostolski  (ur. 1502)
- 1563 – Andrea Schiavone, włoski malarz, grafik (ur. ok. 1510)
- 1580 – Giovanni Girolamo Morone, włoski kardynał (ur. 1509)
- 1581:
  - Aleksander Briant, angielski jezuita, męczennik, święty (ur. 1556)
  - Edmund Campion, angielski jezuita, męczennik, święty (ur. 1540)
  - Rudolf Sherwin, angielski duchowny katolicki, konwertyta, męczennik, święty (ur. ok. 1550)
- 1621 – Andrzej Cichończyk, polski księgarz (ur. ?)
- 1633 – Izabela Klara Eugenia Habsburg, infantka hiszpańska i portugalska, arcyksiężna austriacka, namiestniczka i współwładczyni Niderlandów Hiszpańskich (ur. 1566)
- 1640 – Jerzy Wilhelm Hohenzollern, elektor Brandenburgii, książę Prus (ur. 1595)
- 1707 – Jeremiah Clarke, angielski kompozytor (ur. 1674)
- 1709 – Abraham a Sancta Clara, austriacki augustianin, kaznodzieja (ur. 1644)
- 1727 – Johann Buttstedt, niemiecki kompozytor, organista, muzykolog (ur. 1666)
- 1750 – Johann Gabriel Doppelmayr, niemiecki astronom, matematyk, kartograf (ur. 1677)
- 1784 – Susanna Wright, amerykańska poetka (ur. 1697)
- 1796 – Krystyna Magdalena Radziwiłłówna, polska szlachcianka (ur. 1776)
- 1797 – Oliver Wolcott, amerykański polityk (ur. 1726)
- 1811 – Ludwik Szymon Gutakowski, polski polityk, szambelan królewski, marszałek Senatu, prezes Rady Stanu i Rady Ministrów Księstwa Warszawskiego (ur. 1738)
- 1813 – Ferdinando Bertoni, włoski kompozytor (ur. 1725)
- 1817 – Justin Heinrich Knecht, niemiecki kompozytor, organista, teoretyk muzyki (ur. 1752)
- 1819 – Friedrich Sadebeck, niemiecki kupiec, fabrykant (ur. 1741)
- 1823 – François-Louis-Joseph Watteau, francuski malarz (ur. 1758)
- 1825:
  - Elisabeth Kulmann, rosyjsko-niemiecka poliglotka, poetka, tłumaczka (ur. 1808)
  - Aleksander I Romanow, cesarz Rosji, król Polski (ur. 1777)
- 1826 – Carl August Wilhelm Berends, niemiecki lekarz, filozof (ur. 1754)
- 1848 – Bakin Kyokutei, japoński pisarz (ur. 1767)
- 1849 – Ebenezer Elliott, brytyjski hutnik, poeta ludowy (ur. 1781)
- 1858 – Thomas Hamilton, brytyjski arystokrata, polityk (ur. 1780)
- 1859 – Tomás de Herrera, kolumbijski generał, polityk, prezydent Wolnego Państwa Przesmyku i Republiki Nowej Granady (ur. 1804)
- 1862 – Agustín Durán, hiszpański krytyk literacki (ur. 1789)
- 1864 – William L. Dayton, amerykański polityk, dyplomata (ur. 1807)
- 1866:
  - Jules Demersseman, francuski flecista, kompozytor (ur. 1833)
  - George Everest, walijski pułkownik, geodeta (ur. 1790)
- 1880 – Daniel Bashiel Warner, liberyjski polityk, prezydent Liberii (ur. 1815)
- 1888 – Antym (Czałykow), bułgarski biskup prawosławny, pierwszy egzarcha Bułgarii (ur. 1816)
- 1896 – Stefan Szolc-Rogoziński, polski podróżnik, odkrywca, badacz Afryki (ur. 1861)
- 1897 – Adrianus Eversen, holenderski malarz (ur. 1818)
- 1899:
  - Edmund Chojecki, polski prozaik, poeta, dziennikarz, publicysta, podróżnik (ur. 1822)
  - Maria Klara od Dzieciątka Jezus, portugalska zakonnica, błogosławiona (ur. 1843)
- 1901:
  - Józef Nowak, polski ziemianin, działacz społeczny (ur. ok. 1844)
  - Ołeksandr Żelechowskyj, ukraiński duchowny greckokatolicki (ur. 1821)
- 1906 – Ludwik Maurycy Slaski, polski ziemianin, działacz socjalistyczny i niepodległościowy, polityk (ur. 1856)
- 1909:
  - Izaak Cylkow, polski rabin, kaznodzieja, tłumacz (ur. 1841)
  - Henri Vallienne, francuski lekarz, esperantysta, pisarz, tłumacz (ur. 1854)
- 1909 – Carl Holmberg, szwedzki gimnastyk (ur. 1884)
- 1910:
  - Gustav Adolf von Götzen, niemiecki polityk, gubernator Niemieckiej Afryki Wschodniej (ur. 1866)
  - William Pryor Letchworth, amerykański przedsiębiorca, filantrop (ur. 1823)
- 1914:
  - Milton J. Daniels, amerykański polityk (ur. 1838)
  - Henry William Banks Davis, brytyjski malarz (ur. 1833)
  - François-Virgil Dubillard, francuski duchowny katolicki, arcybiskup Chambéry, kardynał (ur. 1845)
  - Erik Lindh, fiński żeglarz sportowy (ur. 1865)
  - Alfred Thayer Mahan, amerykański admirał, historyk (ur. 1840)
- 1915:
  - Lubomir Dymsza, polski prawnik, polityk (ur. 1860)
  - Stuart Merrill, amerykański poeta, tłumacz (ur. 1863)
- 1916 – Karol de Foucauld, francuski duchowny katolicki, trapista, podróżnik, misjonarz, błogosławiony (ur. 1858)
- 1917 – George Banker, amerykański kolarz torowy (ur. 1874)
- 1918 – Margit Kaffka, węgierska pisarka (ur. 1880)
- 1919:
  - August Eustachiewicz, polski inżynier, urzędnik kolejowy (ur. 1861)
  - Joseph Rosemeyer, niemiecki kolarz torowy (ur. 1872)
- 1921 – Karol Alexandrowicz, polski generał major armii austro-węgierskiej (ur. 1855)
- 1927 – Witalis Walter, polski ziemianin, inżynier, uczestnik powstania styczniowego (ur. 1840)
- 1928:
  - Jules Dubois, francuski kolarz szosowy, baloniarz (ur. 1862)
  - Arthur Gore, brytyjski tenisista (ur. 1868)
  - Gunnar Knudsen, norweski armator, polityk, premier Norwegii (ur. 1848)
  - José Eustasio Rivera, kolumbijski pisarz (ur. 1888)
- 1929:
  - Louis Lewin, niemiecki lekarz, farmakolog, toksykolog, wykładowca akademicki (ur. 1850)
  - Leon Reich, polski działacz syjonistyczny, polityk, poseł na Sejm RP pochodzenia żydowskiego (ur. 1879)
- 1930 – Gustaf Estlander, fiński żeglarz, łyżwiarz, konstruktor jachtów (ur. 1876)
- 1933 – Giovanni Beda Cardinale, włoski duchowny katolicki, arcybiskup Perugii, nuncjusz apostolski (ur. 1869)
- 1934:
  - Siergiej Kirow, radziecki działacz komunistyczny (ur. 1886)
  - Franciszek Meraviglia-Crivelli, polski generał brygady (ur. 1871)
- 1935:
  - Bernhard Schmidt, estoński optyk, astronom pochodzenia niemieckiego (ur. 1879)
  - Wiktor Skołyszewski, polski działacz społeczny, polityk (ur. 1868)
- 1936:
  - Hans Beimler, niemiecki działacz komunistyczny (ur. 1895)
  - Janusz Sołtys, polski kapitan rezerwy artylerii (ur. 1895)
- 1937 – Jaroslav Bidlo, czeski historyk, wykładowca akademicki (ur. 1868)
- 1938:
  - Georg Kalischer, niemiecki chemik pochodzenia żydowskiego (ur. 1873)
  - Franz Komnick, niemiecki przedsiębiorca, konstruktor samochodów (ur. 1857)
- 1939:
  - Max Fiedler, niemiecki dyrygent (ur. 1859)
  - Edward Klich, polski slawista, wykładowca akademicki (ur. 1878)
- 1940 – Leona Zawadzka, polska działaczka oświatowa (ur. 1885)
- 1941 – Stanisław Schayer, polski językoznawca, indolog, tłumacz, filozof, wykładowca akademicki (ur. 1899)
- 1942:
  - Norbert Kompalla, polski duchowny katolicki, Sługa Boży (ur. 1907)
  - Felix von Kunowski, niemiecki stenograf (ur. 1868)
  - Leon Wachholz, polski psychiatra (ur. 1867)
- 1943:
  - Uffe Børge Darr, duński pilot wojskowy (ur. 1919)
  - Witold Grott, polski ekonomista, działacz społeczny i narodowy (ur. 1912)
  - Anastazy Kowalczyk, polski działacz komunistyczny (ur. 1908)
  - Iwan Żarskyj, ukraiński duchowny greckokatolicki (ur. 1860)
- 1944:
  - Józef Małowieski, polski polityk, poseł na Sejm Ustawodawczy (ur. 1892)
  - Franciszek Pius Radziwiłł, polski książę, polityk (ur. 1878)
- 1945 – Anton Dostler, niemiecki generał, zbrodniarz wojenny (ur. 1891)
- 1946 – Władysław Heller, polski inżynier, radiotechnik (ur. 1890)
- 1947:
  - Aleister Crowley, brytyjski okultysta, mistyk, szachista, alpinista (ur. 1875)
  - José Lázaro Galdiano, hiszpański finansista, kolecjoner i mecenas sztuki (ur. 1862)
  - Godfrey Harold Hardy, brytyjski matematyk (ur. 1877)
  - Henryk Flame, polski dowódca wojskowy, pilot, kapitan Narodowych Sił Zbrojnych (ur. 1918)
- 1948 – Mężczyzna z Somerton, anonimowa ofiara morderstwa popełnionego w Australii (ur. 1903?)
- 1951:
  - Peter H. Buck, nowozelandzki polityk, antropolog (ur. 1880)
  - Jerzy Lalewicz, polski pianista, pedagog (ur. 1875)
- 1952:
  - Edward James Gay, amerykański polityk (ur. 1878)
  - Vittorio Emanuele Orlando, włoski prawnik, polityk, premier Włoch (ur. 1860)
- 1954:
  - Mikołaj Czyżewski, polski metalurg, wykładowca akademicki (ur. 1890)
  - Welles Hoyt, amerykański lekkoatleta, tyczkarz, lekarz (ur. 1875)
  - Iwan Mołczanow, rosyjski duchowny prawosławny (ur. 1891)
- 1956 – James McLachlan, australijski polityk (ur. 1870)
- 1957 – Léonce Quentin, francuski łucznik (ur. 1880)
- 1958 – Sofija Kymantaitė-Čiurlionienė, litewska pisarka, poetka, dramaturg, krytyk literatury i sztuki (ur. 1886)
- 1960:
  - Witold Szpingier, polski śpiewak operowy (bas) (ur. 1903)
  - Richard Turner, angielski piłkarz (ur. 1882)
- 1961:
  - Włodzimierz Ludwig, polski pułkownik dyplomowany artylerii (ur. 1889)
  - Borys Pimonow, polski działacz społeczny i kulturalny, staroobrzędowiec, polityk, poseł na Sejm RP, działacz emigracyjny pochodzenia rosyjskiego (ur. 1901)
- 1962:
  - Mieczysław Chwojnik, polski matematyk, szachista (ur. 1901)
  - Józef Sandel, polski historyk sztuki, publicysta pochodzenia żydowskiego (ur. 1894)
  - Otto Wagner, niemiecki polityk (ur. 1877)
- 1963 – Amy Elizabeth Thorpe, amerykańska agentka wywiadu brytyjskiego (ur. 1910)
- 1964:
  - Franciszek Bronikowski, polski wioślarz (ur. 1907)
  - John B.S. Haldane, brytyjski genetyk, filozof (ur. 1892)
  - Włodzimierz Kaczmar, polski śpiewak operowy (bas), pedagog (ur. 1893)
  - Maria Klementyna Anuarita Nengapeta, kongijska zakonnica, męczennica, błogosławiona (ur. 1939 lub 41)
- 1966 – Bai Chongxi, chiński generał kuomintangowski (ur. 1893)
- 1967 – Wilhelm Brandenstein, austriacki językoznawca, historyk (ur. 1898)
- 1968:
  - Nicolae Bretan, rumuński śpiewak operowy (baryton), kompozytor, dyrygent, krytyk muzyczny (ur. 1887)
  - Hugo Haas, czeski aktor, scenarzysta i reżyser filmowy pochodzenia żydowskiego (ur. 1901)
  - Witold Plapis, polski architekt (ur. 1905)
- 1969:
  - Magic Sam, amerykański wokalista i gitarzysta bluesowy (ur. 1937)
  - Charilaos Wasilakos, grecki lekkoatleta, maratończyk i chodziarz (ur. 1877)
- 1970 – Hermine David, francuska malarka (ur. 1886)
- 1972:
  - Maria Róża Pellesi, włoska zakonnica, błogosławiona (ur. 1917)
  - Antonio Segni, włoski prawnik, polityk, premier i prezydent Włoch (ur. 1891)
- 1973:
  - Dawid Ben Gurion, izraelski polityk, premier Izraela (ur. 1886)
  - Albert Dupouy, francuski rugbysta (ur. 1901)
- 1974 – Lajos Zilahy, węgierski dramaturg, prozaik (ur. 1891)
- 1975:
  - Nellie Fox, amerykański baseballista (ur. 1927)
  - Hans Schweikart, niemiecki aktor, reżyser filmowy (ur. 1895)
- 1979 – Lajos Maszlay, węgierski florecista (ur. 1903)
- 1981:
  - Antoni Grudziński, polski pułkownik dyplomowany kawalerii (ur. 1897)
  - Raymond Rouleau, belgijski reżyser filmowy (ur. 1904)
  - Hans Steinhardt, niemiecki lekkoatleta, płotkarz (ur. 1905)
- 1982 – Hugh Plaxton, kanadyjski hokeista (ur. 1904)
- 1983 – Bronisław Dudziński, polski wszechstronny sportowiec, trener, sędzia sportowy (ur. 1912)
- 1984:
  - Alphonse Schepers, belgijski kolarz szosowy (ur. 1907)
  - Gerrit Visser, holenderski piłkarz (ur. 1903)
- 1986:
  - Horace Heidt, amerykański pianista (ur. 1901)
  - Maksymilian Kasprowicz, polski malarz, grafik, rysownik, pedagog (ur. 1906)
- 1987:
  - James Baldwin, amerykański pisarz, eseista (ur. 1924)
  - Punch Imlach, kanadyjski trener hokeja (ur. 1918)
- 1988 – Włodzimierz Mazur, polski piłkarz (ur. 1954)
- 1989:
  - Alvin Ailey, amerykański tancerz, choreograf (ur. 1931)
  - Qenan Toro, albański aktor (ur. 1931)
- 1990 – Sergio Corbucci, włoski reżyser filmowy (ur. 1927)
- 1991:
  - Pat O’Callaghan, irlandzki lekkoatleta, młociarz (ur. 1905)
  - Piotr Poczinczuk, radziecki lekkoatleta, chodziarz (ur. 1954)
  - George Stigler, amerykański ekonomista, laureat Nagrody Banku Szwecji im. Alfreda Nobla w dziedzinie ekonomii (ur. 1911)
- 1992 – Anton Malatinský, czechosłowacki piłkarz, trener (ur. 1920)
- 1993:
  - Ray Gillen, amerykański muzyk i wokalista rockowy (ur. 1959)
  - Łeonid Pałażczenko, radziecki polityk (ur. 1934)
  - Francisco Martínez, meksykański koszykarz (ur. 1910)
  - Aleksiej Rumiancew, radziecki ekonomista, dziennikarz, polityk (ur. 1905)
  - Stanisław Wiewióra, polski architekt, wykładowca akademicki (ur. 1931)
- 1994 – Bogumił Andrzejewski, polski językoznawca, poeta (ur. 1922)
- 1995 – Robert Shelton, amerykański krytyk muzyczny i filmowy pochodzenia żydowskiego (ur. 1926)
- 1996 – Zofia Gawrońska-Wasilkowska, polska prawnik, polityk, minister sprawiedliwości (ur. 1910)
- 1997:
  - Stéphane Grappelli, francuski skrzypek jazzowy, kompozytor, aktor (ur. 1908)
  - Endicott Peabody, amerykański polityk (ur. 1920)
- 1998:
  - Bertil Nordahl, szwedzki piłkarz (ur. 1917)
  - Freddie Young, brytyjski operator filmowy (ur. 1902)
- 1999:
  - Pop Gates, amerykański koszykarz, trener (ur. 1917)
  - Fritz Fischer, niemiecki historyk (ur. 1908)
- 2000 – Horst Bickel, niemiecki lekarz (ur. 1918)
- 2001:
  - Ellis R. Dungan, amerykański reżyser filmowy (ur. 1909)
  - Pawieł Sadyrin, rosyjski piłkarz (ur. 1942)
- 2003:
  - Eugenio Monti, włoski bobsleista (ur. 1928)
  - Carl Schenkel, szwajcarski reżyser filmowy (ur. 1948)
- 2004:
  - Fathi Arafat, palestyński lekarz (ur. 1933)
  - Bernhard, książę holenderski (ur. 1911)
  - Emma Verona Johnston, amerykańska superstulatka (ur. 1890)
- 2005:
  - Mary Hayley Bell, brytyjska pisarka, aktorka (ur. 1911)
  - Hermann Buchner, niemiecki pilot wojskowy, as myśliwski (ur. 1919)
  - Jack Colvin, amerykański aktor (ur. 1934)
  - Vincenzo D’Addario, włoski duchowny katolicki, biskup Manfredonia-Vieste (ur. 1942)
  - Werner Enders, niemiecki śpiewak operowy (tenor) (ur. 1924)
  - Jerzy Madeyski, polski historyk sztuki, scenarzysta i konsultant filmów dokumentalnych (ur. 1931)
  - Rudolf Ströbinger, niemiecki pisarz, dziennikarz (ur. 1931)
  - Werner Weber, szwajcarski dziennikarz, literaturoznawca (ur. 1919)
- 2006:
  - Zbigniew Brym, polski pułkownik, fotograf, publicysta (ur. 1919)
  - Claude Jade, francuska aktorka (ur. 1948)
- 2007:
  - Angelo Conterno, włoski kolarz szosowy (ur. 1925)
  - Ken McGregor, australijski tenisista (ur. 1929)
  - Anton Rodgers, brytyjski aktor (ur. 1933)
- 2008:
  - Paul Benedict, amerykański aktor (ur. 1938)
  - Siegfried Knappe, niemiecki major (ur. 1917)
  - Mikel Laboa, baskijski piosenkarz, autor tekstów (ur. 1934)
  - Lev Mantula, chorwacki piłkarz, trener (ur. 1928)
  - Krystyna Okazaki, polska japonistka (ur. 1942)
- 2010:
  - Adriaan Blaauw, holenderski astronom (ur. 1914)
  - Marian Dmochowski, polski ekonomista, polityk, dyplomata (ur. 1924)
- 2011:
  - Andrzej Nowicki, polski filozof kultury, historyk filozofii i ateizmu, italianista, religioznawca (ur. 1919)
  - Hippolyte Van den Bosch, belgijski piłkarz, trener (ur. 1926)
  - Christa Wolf, niemiecka pisarka (ur. 1929)
- 2012 – Raymond Ausloos, belgijski piłkarz, bramkarz (ur. 1930)
- 2013:
  - Heinrich Boere, holenderski nazista, zbrodniarz wojenny pochodzenia niemieckiego (ur. 1921)
  - Jerzy Matałowski, polski aktor (ur. 1948)
  - Fernando Sabogal Viana, kolumbijski duchowny katolicki, biskup pomocniczy Bogoty (ur. 1941)
- 2015:
  - Joseph Engelberger, amerykański inżynier, przedsiębiorca (ur. 1925)
  - Jim Loscutoff, amerykański koszykarz (ur. 1930)
  - Antonio Troyo Calderón, kostarykański duchowny katolicki, biskup pomocniczy San José de Costa Rica (ur. 1923)
- 2016:
  - Jan Horodnicki, polski psychiatra (ur. 1934)
  - Beata Welfle, polska zawodniczka karate (ur. 1985)
  - Zekarias Yohannes, erytrejski duchowny katolicki, biskup Asmary (ur. 1925)
- 2017:
  - Åshild Hauan, norweska polityk, gubernator okręgu Nordland (ur. 1941)
  - Fredy Schmidtke, niemiecki kolarz torowy (ur. 1961)
  - Uli Vos, niemiecki hokeista na trawie (ur. 1946)
- 2018:
  - Ken Berry, amerykański aktor (ur. 1933)
  - Ennio Fantastichini, włoski aktor (ur. 1955)
  - Bernd Martin, niemiecki piłkarz (ur. 1955)
- 2019:
  - Miguelina Cobián, kubańska lekkoatletka, sprinterka (ur. 1941)
  - Miguel Esteban Hesayne, argentyński duchowny katolicki, biskup Viedma (ur. 1922)
  - Paul Sirba, amerykański duchowny katolicki, biskup Duluth (ur. 1960)
- 2020:
  - Stanisław Ciesielski, polski historyk (ur. 1954)
  - Marija Itkina, białoruska lekkoatletka, sprinterka (ur. 1932)
  - Hugh Keays-Byrne, australijski aktor (ur. 1947)
  - Eduardo Lourenço, portugalski pisarz, krytyk literacki, filozof (ur. 1923)
  - Arnie Robinson, amerykański lekkoatleta, skoczek w dal (ur. 1948)
  - Hanna Stadnik, polska działaczka kombatancka, uczestniczka powstania warszawskiego (ur. 1929)
  - Henri Teissier, francuski duchowny katolicki, arcybiskup Algieru (ur. 1929)
- 2021:
  - John Cunningham, szkocki duchowny katolicki, biskup Galloway (ur. 1938)
  - Enrique Jackson, meksykański polityk, senator (ur. 1945)
  - Stanisław Tabisz, polski malarz, grafik, scenograf, pedagog, krytyk sztuki (ur. 1956)
  - Petr Uhl, czeski dziennikarz, polityk, dysydent, sygnatariusz Karty 77, więzień polityczny, obrońca praw człowieka (ur. 1941)
- 2022:
  - Ercole Baldini, włoski kolarz szosowy i torowy (ur. 1933)
  - Bazyli, ukraiński duchowny prawosławny, arcybiskup zaporoski (ur. 1932)
  - Gerardo Bianco, włoski filolog, nauczyciel akademicki, polityk, minister edukacji, eurodeputowany (ur. 1931)
  - Mylène Demongeot, francuska aktorka (ur. 1935)
  - Danuta Szyksznian-Ossowska, polska łączniczka AK, nauczycielka, działaczka kombatancka (ur. 1925)
  - Omar Trujillo, meksykański piłkarz (ur. 1977)
- 2023:
  - Szelomo Awineri, izraelski politolog, filozof (ur. 1933)
  - Joanne Hewson, kanadyjska narciarka alpejska (ur. 1930)
  - Maria Kałamajska-Saeed, polska historyk sztuki (ur. 1941)
  - Sandra Day O’Connor, amerykańska prawniczka, sędzia Sądu Najwyższego (ur. 1930)
- 2024:
  - Niels Arestrup, francuski aktor (ur. 1949)
  - Terry Griffiths, walijski snookerzysta (ur. 1947)
  - Józef Wojnar, polski historyk, trener i fizjolog sportu, nauczyciel akademicki (ur. 1942)
  - Ilke Wyludda, niemiecka lekkoatletka, dyskobolka (ur. 1969)